# EM i håndbold 2018 (kvinder)
Europamesterskabet i håndbold 2018 for kvinder er det 13. EM i håndbold for kvinder. Mesterskabet arrangeres af European Handball Federation (EHF) og blev afholdt i perioden 30. november - 16. december 2018 i Frankrig.

## Spillesteder
| Paris                               | Nantes                     | Montbéliard            | Nancy                                          | Brest                        |
| AccorHotels Arena Kapacitet: 15.603 | Hall XXL Kapacitet: 12.000 | Axone Kapacitet: 6.400 | Palais des Sports Jean Weille Kapacitet: 6.000 | Brest Arena Kapacitet: 4.500 |
|                                     |                            |                        |                                                |                              |

## Kvalifikation

### Kvalificerede hold
| Land       | Kvalificeret som | Dato da kvalifikationen var sikret | Tidligere deltagelser i EM i håndbold                                       |
| ---------- | ---------------- | ---------------------------------- | --------------------------------------------------------------------------- |
| Frankrig   | Vært             | 20. september 2014                 | 9 (2000, 2002, 2004, 2006, 2008, 2010, 2012, 2014, 2016)                    |
| Danmark    | Gruppe 5         | 24. marts 2018                     | 12 (1994, 1996, 1998, 2000, 2002, 2004, 2006, 2008, 2010, 2012, 2014, 2016) |
| Montenegro | Gruppe 2         | 24. marts 2018                     | 4 (2010, 2012, 2014, 2016)                                                  |
| Norge      | Gruppe 1         | 25. marts 2018                     | 12 (1994, 1996, 1998, 2000, 2002, 2004, 2006, 2008, 2010, 2012, 2014, 2016) |
| Spanien    | Gruppe 6         | 30. maj 2018                       | 9 (1998, 2002, 2004, 2006, 2008, 2010, 2012, 2014, 2016)                    |
| Sverige    | Gruppe 3         | 30. maj 2018                       | 10 (1994, 1996, 1998, 2000, 2002, 2004, 2006, 2008, 2010, 2012, 2014, 2016) |
| Serbien    | Gruppe 3         | 30. maj 2018                       | 6 (2006, 2008, 2010, 2012, 2014, 2016)                                      |
| Tyskland   | Gruppe 6         | 30. maj 2018                       | 12 (1994, 1996, 1998, 2000, 2002, 2004, 2006, 2008, 2010, 2012, 2014, 2016) |
| Ungarn     | Gruppe 7         | 31. maj 2018                       | 12 (1994, 1996, 1998, 2000, 2002, 2004, 2006, 2008, 2010, 2014, 2016)       |
| Holland    | Gruppe 7         | 31. maj 2018                       | 6 (1998, 2002, 2006, 2010, 2014, 2016)                                      |
| Rumænien   | Gruppe 4         | 31. maj 2018                       | 11 (1994, 1996, 1998, 2000, 2002, 2004, 2008, 2010, 2012, 2014, 2016)       |
| Kroatien   | Gruppe 1         | 31. maj 2018                       | 9 (1994, 1996, 2004, 2006, 2008, 2010, 2012, 2014, 2016)                    |
| Rusland    | Gruppe 4         | 3. juni 2018                       | 10 (1994, 1996, 1998, 2000, 2002, 2006, 2008, 2010, 2012, 2014, 2016)       |
| Polen      | Gruppe 2         | 3. juni 2018                       | 5 (1994, 1998, 2006, 2014, 2016)                                            |
| Tjekkiet   | Gruppe 5         | 3. juni 2018                       | 5 (1994, 2002, 2004, 2012, 2016)                                            |
| Slovenien  | Bedste treer     | 3. juni 2018                       | 5 (2002, 2004, 2006, 2010, 2016)                                            |

Note: Fed skrift viser mesteren for det pågældende år. Kursiv viser værten det pågældende år.

## Lodtrækning
Lodtrækning fandt sted den 12. juni 2018 i Maison de la Radio i Paris, Frankrig.
| Pulje 1                               | Pulje 2                                     | Pulje 3                                  | Pulje 4                                   |
| ------------------------------------- | ------------------------------------------- | ---------------------------------------- | ----------------------------------------- |
| - Norge - Ungarn - Frankrig - Danmark | - Rumænien - Spanien - Serbien - Montenegro | - Holland - Tyskland - Rusland - Sverige | - Tjekkiet - Polen - Kroatien - Slovenien |

## Dommere
12 dommerpar blev valgt den 4. oktober 2018.
| Dommere    | Dommere                                 |
| ---------- | --------------------------------------- |
| Østrig     | Ana Vranes Marlis Wenninger             |
| Kroatien   | Dalibor Jurinović Marko Mrvica          |
| Danmark    | Karina Christiansen Line Hansen         |
| Frankrig   | Charlotte Bonaventura Julie Bonaventura |
| Grækenland | Michalis Tzaferopoulos Andreas Bethmann |
| Ungarn     | Péter Horváth Balázs Márton             |
| Moldova    | Igor Covalciuc Alexei Covalciuc         |
| Rumænien   | Cristina Năstase Simona Stancu          |
| Rusland    | Victoria Alpaidze Tatyana Berezkina     |
| Serbien    | Aleksandar Pandžić Ivan Mošorinski      |
| Spanien    | Andreu Marín Ignacio García             |
| Sverige    | Maria Bennani Safia Bennani             |

## Indledende runde
Lodtrækningen gav følgende grupper:

### Gruppe A
| Pos | Hold    | K | V | U | T | M+ | M- | MF  | P | Kvalifikation |
| --- | ------- | - | - | - | - | -- | -- | --- | - | ------------- |
| 1   | Serbien | 3 | 2 | 0 | 1 | 84 | 73 | +11 | 4 | Hovedrunde    |
| 2   | Sverige | 3 | 2 | 0 | 1 | 74 | 73 | +1  | 4 | Hovedrunde    |
| 3   | Danmark | 3 | 2 | 0 | 1 | 83 | 80 | +3  | 4 | Hovedrunde    |
| 4   | Polen   | 3 | 0 | 0 | 3 | 69 | 84 | −15 | 0 |               |

| 30. november 2018 18:00 | Serbien  | 33-26   | Polen     | Hall XXL, Nantes Tilskuere: 2.230 Dommere: Bethmann, Tzaferopoulos (GRE) |
| 30. november 2018 18:00 | Krpež 11 | (13-14) | Kudlacz 6 | Hall XXL, Nantes Tilskuere: 2.230 Dommere: Bethmann, Tzaferopoulos (GRE) |
| 30. november 2018 18:00 | 3× 1×    | Rapport | 4× 1×     | Hall XXL, Nantes Tilskuere: 2.230 Dommere: Bethmann, Tzaferopoulos (GRE) |

| 30. november 2018 21:00 | Danmark    | 30-29   | Sverige  | Hall XXL, Nantes Tilskuere: 3.847 Dommere: Jurinovic, Mrvica (CRO) |
| 30. november 2018 21:00 | Tranborg 7 | (15-16) | Hagman 7 | Hall XXL, Nantes Tilskuere: 3.847 Dommere: Jurinovic, Mrvica (CRO) |
| 30. november 2018 21:00 | 6× 2× 1×   | Rapport | 3×       | Hall XXL, Nantes Tilskuere: 3.847 Dommere: Jurinovic, Mrvica (CRO) |

| 2. december 2018 15:00 | Polen        | 21-28   | Danmark             | Hall XXL, Nantes Tilskuere: 3.683 Dommere: Horvath, Marton (HUN) |
| 2. december 2018 15:00 | Kobylinska 7 | (9-11)  | Jørgensen, Jensen 5 | Hall XXL, Nantes Tilskuere: 3.683 Dommere: Horvath, Marton (HUN) |
| 2. december 2018 15:00 | 1× 2× 1×     | Rapport | 6× 2×               | Hall XXL, Nantes Tilskuere: 3.683 Dommere: Horvath, Marton (HUN) |

| 2. december 2018 18:00 | Sverige   | 22-21   | Serbien | Hall XXL, Nantes Tilskuere: 3.810 Dommere: Nastase, Stancu (ROU) |
| 2. december 2018 18:00 | Gullden 4 | (11-13) | Krpež 7 | Hall XXL, Nantes Tilskuere: 3.810 Dommere: Nastase, Stancu (ROU) |
| 2. december 2018 18:00 | 4× 1×     | Rapport | 5× 3×   | Hall XXL, Nantes Tilskuere: 3.810 Dommere: Nastase, Stancu (ROU) |

| 4. december 2018 18:00 | Sverige              | 23-22   | Polen   | Hall XXL, Nantes Tilskuere: 3.014 Dommere: Garcia, Marin (ESP) |
| 4. december 2018 18:00 | Blomstrand, Hagman 4 | (10-5)  | Grzyb 9 | Hall XXL, Nantes Tilskuere: 3.014 Dommere: Garcia, Marin (ESP) |
| 4. december 2018 18:00 | 2× 3×                | Rapport | 5× 1×   | Hall XXL, Nantes Tilskuere: 3.014 Dommere: Garcia, Marin (ESP) |

| 4. december 2018 21:00 | Danmark  | 25-30   | Serbien        | Hall XXL, Nantes Tilskuere: 3.026 Dommere: Covalciuc, Covalciuc (MDA) |
| 4. december 2018 21:00 | Jensen 6 | (13-17) | Krpež, Lekić 8 | Hall XXL, Nantes Tilskuere: 3.026 Dommere: Covalciuc, Covalciuc (MDA) |
| 4. december 2018 21:00 | 4× 3×    | Rapport | 2×             | Hall XXL, Nantes Tilskuere: 3.026 Dommere: Covalciuc, Covalciuc (MDA) |

### Gruppe B
| Pos | Hold         | K | V | U | T | M+ | M- | MF  | P | Kvalifikation |
| --- | ------------ | - | - | - | - | -- | -- | --- | - | ------------- |
| 1   | Rusland      | 3 | 2 | 0 | 1 | 77 | 75 | +2  | 4 | Hovedrunde    |
| 2   | Frankrig (V) | 3 | 2 | 0 | 1 | 78 | 67 | +11 | 4 | Hovedrunde    |
| 3   | Montenegro   | 3 | 1 | 0 | 2 | 79 | 81 | −2  | 2 | Hovedrunde    |
| 4   | Slovenien    | 3 | 1 | 0 | 2 | 82 | 93 | −11 | 2 |               |

| 29. november 2018 21:00 | Frankrig | 23–26   | Rusland     | Palais des Sports Jean Weille, Nancy Tilskuere: 5,220 Dommere: Marín, García |
| 29. november 2018 21:00 | Kanor 6  | (11–11) | Dmitrieva 8 | Palais des Sports Jean Weille, Nancy Tilskuere: 5,220 Dommere: Marín, García |
| 29. november 2018 21:00 | 5× 4×    | Rapport | 4× 2×       | Palais des Sports Jean Weille, Nancy Tilskuere: 5,220 Dommere: Marín, García |

| 30. november 2018 21:00 | Montenegro  | 36-32   | Slovenien | Palais des Sports Jean Weille, Nancy Tilskuere: 1.956 Dommere: Nastase, Stancu (ROU) |
| 30. november 2018 21:00 | Radičević 7 | (18-12) | Gros 8    | Palais des Sports Jean Weille, Nancy Tilskuere: 1.956 Dommere: Nastase, Stancu (ROU) |
| 30. november 2018 21:00 | 6× 2×       | Rapport | 2× 3×     | Palais des Sports Jean Weille, Nancy Tilskuere: 1.956 Dommere: Nastase, Stancu (ROU) |

| 2. december 2018 15:00 | Slovenien | 21-30   | Frankrig | Palais des Sports Jean Weille, Nancy Tilskuere: 5.220 Dommere: Covalciuc, Covalciuc (MDA) |
| 2. december 2018 15:00 | Gros 5    | (8-17)  | Zaadi 6  | Palais des Sports Jean Weille, Nancy Tilskuere: 5.220 Dommere: Covalciuc, Covalciuc (MDA) |
| 2. december 2018 15:00 | 2×        | Rapport | 2× 4×    | Palais des Sports Jean Weille, Nancy Tilskuere: 5.220 Dommere: Covalciuc, Covalciuc (MDA) |

| 2. december 2018 18:00 | Rusland     | 24-23   | Montenegro  | Palais des Sports Jean Weille, Nancy Tilskuere: 3.229 Dommere: Jurinovic, Mrvica (CRO) |
| 2. december 2018 18:00 | Samokhina 7 | (13-15) | Jauković 12 | Palais des Sports Jean Weille, Nancy Tilskuere: 3.229 Dommere: Jurinovic, Mrvica (CRO) |
| 2. december 2018 18:00 | 5× 3×       | Rapport | 1× 4×       | Palais des Sports Jean Weille, Nancy Tilskuere: 3.229 Dommere: Jurinovic, Mrvica (CRO) |

| 4. december 2018 18:00 | Rusland     | 27-29   | Slovenien | Palais des Sports Jean Weille, Nancy Tilskuere: 3.120 Dommere: Bethmann, Tzaferopoulos (GRE) |
| 4. december 2018 18:00 | Kochetova 6 | (13-13) | Gros 12   | Palais des Sports Jean Weille, Nancy Tilskuere: 3.120 Dommere: Bethmann, Tzaferopoulos (GRE) |
| 4. december 2018 18:00 | 3× 1×       | Rapport | 6× 3×     | Palais des Sports Jean Weille, Nancy Tilskuere: 3.120 Dommere: Bethmann, Tzaferopoulos (GRE) |

| 4. december 2018 21:00 | Frankrig    | 25-20   | Montenegro  | Palais des Sports Jean Weille, Nancy Tilskuere: 5.220 Dommere: Horvath, Marton (HUN) |
| 4. december 2018 21:00 | Nze Minko 7 | (16-8)  | Radičević 6 | Palais des Sports Jean Weille, Nancy Tilskuere: 5.220 Dommere: Horvath, Marton (HUN) |
| 4. december 2018 21:00 | 4× 3×       | Rapport | 4× 3×       | Palais des Sports Jean Weille, Nancy Tilskuere: 5.220 Dommere: Horvath, Marton (HUN) |

### Gruppe C
| Pos | Hold     | K | V | U | T | M+ | M- | MF  | P | Kvalifikation |
| --- | -------- | - | - | - | - | -- | -- | --- | - | ------------- |
| 1   | Holland  | 3 | 3 | 0 | 0 | 90 | 75 | +15 | 6 | Hovedrunde    |
| 2   | Ungarn   | 3 | 2 | 0 | 1 | 81 | 72 | +9  | 4 | Hovedrunde    |
| 3   | Spanien  | 3 | 1 | 0 | 2 | 78 | 78 | 0   | 2 | Hovedrunde    |
| 4   | Kroatien | 3 | 0 | 0 | 3 | 59 | 83 | −24 | 0 |               |

| 1. december 2018 15:00 | Ungarn          | 25-28   | Holland           | Axone, Montbéliard Tilskuere: 2.800 Dommere: Alpaidze, Berezkina (RUS) |
| 1. december 2018 15:00 | Kovacs, Hafra 5 | (11-11) | Abbingh, Dulfer 5 | Axone, Montbéliard Tilskuere: 2.800 Dommere: Alpaidze, Berezkina (RUS) |
| 1. december 2018 15:00 | 5× 4×           | Rapport | 5× 1×             | Axone, Montbéliard Tilskuere: 2.800 Dommere: Alpaidze, Berezkina (RUS) |

| 1. december 2018 18:00 | Spanien | 25-18   | Kroatien | Axone, Montbéliard Tilskuere: 3.600 Dommere: Bennani, Bennani (SWE) |
| 1. december 2018 18:00 | Pena 7  | (15-5)  | Dezic 4  | Axone, Montbéliard Tilskuere: 3.600 Dommere: Bennani, Bennani (SWE) |
| 1. december 2018 18:00 | 3×      | Rapport | 3× 2×    | Axone, Montbéliard Tilskuere: 3.600 Dommere: Bennani, Bennani (SWE) |

| 3. december 2018 18:00 | Kroatien | 18-24   | Ungarn                   | Axone, Montbéliard Tilskuere: 2.731 Dommere: Vranes, Wenninger (AUT) |
| 3. december 2018 18:00 | Krsnik 8 | (9-13)  | Schatzl, Kovacs, Hafra 5 | Axone, Montbéliard Tilskuere: 2.731 Dommere: Vranes, Wenninger (AUT) |
| 3. december 2018 18:00 | 7× 1×    | Rapport | 4× 2×                    | Axone, Montbéliard Tilskuere: 2.731 Dommere: Vranes, Wenninger (AUT) |

| 3. december 2018 21:00 | Holland | 28-27   | Spanien  | Axone, Montbéliard Tilskuere: 3.862 Dommere: Bonaventura, Bonaventura (FRA) |
| 3. december 2018 21:00 | Groot 9 | (14-11) | Martin 6 | Axone, Montbéliard Tilskuere: 3.862 Dommere: Bonaventura, Bonaventura (FRA) |
| 3. december 2018 21:00 | 3× 2×   | Rapport | 6× 1×    | Axone, Montbéliard Tilskuere: 3.862 Dommere: Bonaventura, Bonaventura (FRA) |

| 5. december 2018 18:00 | Holland | 34-23   | Kroatien       | Axone, Montbéliard Tilskuere: 4.470 Dommere: Christiansen, Hesseldahl (DEN) |
| 5. december 2018 18:00 | Amega 8 | (17-10) | Turk, Kalaus 6 | Axone, Montbéliard Tilskuere: 4.470 Dommere: Christiansen, Hesseldahl (DEN) |
| 5. december 2018 18:00 | 2×      | Rapport | 2×             | Axone, Montbéliard Tilskuere: 4.470 Dommere: Christiansen, Hesseldahl (DEN) |

| 5. december 2018 21:00 | Ungarn    | 32-26   | Spanien  | Axone, Montbéliard Tilskuere: 2.768 Dommere: Mosorinski, Pandzic (SRB) |
| 5. december 2018 21:00 | Planeta 8 | (19-14) | Martin 6 | Axone, Montbéliard Tilskuere: 2.768 Dommere: Mosorinski, Pandzic (SRB) |
| 5. december 2018 21:00 | 4× 3×     | Rapport | 2×       | Axone, Montbéliard Tilskuere: 2.768 Dommere: Mosorinski, Pandzic (SRB) |

### Gruppe D
| Pos | Hold     | K | V | U | T | M+ | M- | MF  | P | Kvalifikation |
| --- | -------- | - | - | - | - | -- | -- | --- | - | ------------- |
| 1   | Rumænien | 3 | 3 | 0 | 0 | 91 | 75 | +16 | 6 | Hovedrunde    |
| 2   | Tyskland | 3 | 2 | 0 | 1 | 87 | 89 | −2  | 4 | Hovedrunde    |
| 3   | Norge    | 3 | 1 | 0 | 2 | 86 | 81 | +5  | 2 | Hovedrunde    |
| 4   | Tjekkiet | 3 | 0 | 0 | 3 | 73 | 92 | −19 | 0 |               |

| 1. december 2018 15:00 | Norge     | 32-33   | Tyskland         | Brest Arena, Brest Tilskuere: 3.520 Dommere: Bonaventura, Bonaventura (FRA) |
| 1. december 2018 15:00 | Oftedal 7 | (16-15) | Bölk, Großmann 5 | Brest Arena, Brest Tilskuere: 3.520 Dommere: Bonaventura, Bonaventura (FRA) |
| 1. december 2018 15:00 | 5× 2×     | Rapport | 5× 2×            | Brest Arena, Brest Tilskuere: 3.520 Dommere: Bonaventura, Bonaventura (FRA) |

| 1. december 2018 18:00 | Rumænien   | 31-28   | Tjekkiet   | Brest Arena, Brest Tilskuere: 3.098 Dommere: Christiansen, Hesseldahl (DEN) |
| 1. december 2018 18:00 | Buceschi 9 | (17-11) | Luzumova 5 | Brest Arena, Brest Tilskuere: 3.098 Dommere: Christiansen, Hesseldahl (DEN) |
| 1. december 2018 18:00 | 4× 1×      | Rapport | 7× 2× 1×   | Brest Arena, Brest Tilskuere: 3.098 Dommere: Christiansen, Hesseldahl (DEN) |

| 3. december 2018 18:00 | Tyskland | 24-29   | Rumænien    | Brest Arena, Brest Tilskuere: 2.106 Dommere: Mosorinski, Pandzic (SRB) |
| 3. december 2018 18:00 | Behnke 8 | (11-14) | Buceschi 11 | Brest Arena, Brest Tilskuere: 2.106 Dommere: Mosorinski, Pandzic (SRB) |
| 3. december 2018 18:00 | 4× 1×    | Rapport | 4× 2×       | Brest Arena, Brest Tilskuere: 2.106 Dommere: Mosorinski, Pandzic (SRB) |

| 3. december 2018 21:00 | Tjekkiet    | 17-31   | Norge        | Brest Arena, Brest Tilskuere: 1.734 Dommere: Bennani, Bennani (SWE) |
| 3. december 2018 21:00 | Marcikova 4 | (10-20) | Løke, Aune 6 | Brest Arena, Brest Tilskuere: 1.734 Dommere: Bennani, Bennani (SWE) |
| 3. december 2018 21:00 | 1× 3×       | Rapport | 2× 1×        | Brest Arena, Brest Tilskuere: 1.734 Dommere: Bennani, Bennani (SWE) |

| 5. december 2018 18:00 | Tyskland    | 30-28   | Tjekkiet    | Brest Arena, Brest Tilskuere: 4.470 Dommere: Vranes, Wenninger (AUT) |
| 5. december 2018 18:00 | Schmelzer 7 | (16-16) | Luzumova 10 | Brest Arena, Brest Tilskuere: 4.470 Dommere: Vranes, Wenninger (AUT) |
| 5. december 2018 18:00 | 5× 2×       | Rapport | 4× 2×       | Brest Arena, Brest Tilskuere: 4.470 Dommere: Vranes, Wenninger (AUT) |

| 5. december 2018 21:00 | Norge               | 23-31   | Rumænien | Brest Arena, Brest Tilskuere: 2.782 Dommere: Alpaidze, Berezkina (RUS) |
| 5. december 2018 21:00 | Kristiansen, Aune 5 | (12-18) | Neagu 11 | Brest Arena, Brest Tilskuere: 2.782 Dommere: Alpaidze, Berezkina (RUS) |
| 5. december 2018 21:00 | 1× 3×               | Rapport | 1× 2×    | Brest Arena, Brest Tilskuere: 2.782 Dommere: Alpaidze, Berezkina (RUS) |

## Mellemrunde

### Gruppe 1
| Pos | Hold         | K | V | U | T | M+  | M-  | MF  | P | Kvalifikation   |
| --- | ------------ | - | - | - | - | --- | --- | --- | - | --------------- |
| 1   | Rusland      | 5 | 4 | 0 | 1 | 141 | 131 | +10 | 8 | Semifinaler     |
| 2   | Frankrig (V) | 5 | 3 | 1 | 1 | 136 | 118 | +18 | 7 | Semifinaler     |
| 3   | Sverige      | 5 | 2 | 1 | 2 | 139 | 132 | +7  | 5 | Femteplads kamp |
| 4   | Danmark      | 5 | 2 | 0 | 3 | 123 | 143 | −20 | 4 | Elimineret      |
| 5   | Montenegro   | 5 | 2 | 0 | 3 | 124 | 128 | −4  | 4 | Elimineret      |
| 6   | Serbien      | 5 | 1 | 0 | 4 | 131 | 142 | −11 | 2 | Elimineret      |

1. 1 2  Danmark 24–23 Montenegro

### Kampe
| 6. december 2018 18:00 | Danmark  | 23–29   | Frankrig    | Hall XXL, Nantes Tilskuere: 5,296 Dommere: Jurinović, Mrvica (CRO) |
| 6. december 2018 18:00 | Woller 5 | (11–17) | Nze Minko 6 | Hall XXL, Nantes Tilskuere: 5,296 Dommere: Jurinović, Mrvica (CRO) |
| 6. december 2018 18:00 | 7× 3× 1× | Rapport | 3×          | Hall XXL, Nantes Tilskuere: 5,296 Dommere: Jurinović, Mrvica (CRO) |

| 6. december 2018 21:00 | Sverige   | 28–30   | Montenegro  | Hall XXL, Nantes Tilskuere: 2,614 Dommere: Bethmann, Tzaferopoulos (GRE) |
| 6. december 2018 21:00 | Gulldén 6 | (14–18) | Radičević 9 | Hall XXL, Nantes Tilskuere: 2,614 Dommere: Bethmann, Tzaferopoulos (GRE) |
| 6. december 2018 21:00 | 4× 2× 1×  | Rapport | 6× 3×       | Hall XXL, Nantes Tilskuere: 2,614 Dommere: Bethmann, Tzaferopoulos (GRE) |

| 9. december 2018 15:00 | Sverige   | 21–21   | Frankrig    | Hall XXL, Nantes Tilskuere: 7,241 Dommere: Horváth, Márton (HUN) |
| 9. december 2018 15:00 | Gulldén 6 | (14–11) | Lacrabère 5 | Hall XXL, Nantes Tilskuere: 7,241 Dommere: Horváth, Márton (HUN) |
| 9. december 2018 15:00 | 1× 2×     | Rapport | 3×          | Hall XXL, Nantes Tilskuere: 7,241 Dommere: Horváth, Márton (HUN) |

| 9. december 2018 18:00 | Serbien        | 25–29   | Rusland     | Hall XXL, Nantes Tilskuere: 6,420 Dommere: García, Marín (ESP) |
| 9. december 2018 18:00 | Krpež Šlezak 7 | (13–16) | Dmitrieva 7 | Hall XXL, Nantes Tilskuere: 6,420 Dommere: García, Marín (ESP) |
| 9. december 2018 18:00 | 2×             | Rapport | 5× 2×       | Hall XXL, Nantes Tilskuere: 6,420 Dommere: García, Marín (ESP) |

| 10. december 2018 18:00 | Danmark    | 21–32   | Rusland      | Hall XXL, Nantes Tilskuere: 2,812 Dommere: Bethmann, Tzaferopoulos (GRE) |
| 10. december 2018 18:00 | Heindahl 5 | (9–14)  | Vyakhireva 9 | Hall XXL, Nantes Tilskuere: 2,812 Dommere: Bethmann, Tzaferopoulos (GRE) |
| 10. december 2018 18:00 | 6× 3×      | Rapport | 7× 3× 1×     | Hall XXL, Nantes Tilskuere: 2,812 Dommere: Bethmann, Tzaferopoulos (GRE) |

| 10. december 2018 21:00 | Serbien         | 27–28   | Montenegro                       | Hall XXL, Nantes Tilskuere: 2,307 Dommere: Năstase, Stancu (ROU) |
| 10. december 2018 21:00 | Krpež Slezak 12 | (15–12) | Jauković, Mehmedović, Raičević 6 | Hall XXL, Nantes Tilskuere: 2,307 Dommere: Năstase, Stancu (ROU) |
| 10. december 2018 21:00 | 2×              | Rapport | 3×                               | Hall XXL, Nantes Tilskuere: 2,307 Dommere: Năstase, Stancu (ROU) |

| 12. december 2018 15:45 | Danmark  | 24–23   | Montenegro  | Hall XXL, Nantes Tilskuere: 3,811 Dommere: Covalciuc, Covalciuc (MDA) |
| 12. december 2018 15:45 | Hansen 6 | (15–11) | Radičević 7 | Hall XXL, Nantes Tilskuere: 3,811 Dommere: Covalciuc, Covalciuc (MDA) |
| 12. december 2018 15:45 | 5× 3×    | Rapport | 3×          | Hall XXL, Nantes Tilskuere: 3,811 Dommere: Covalciuc, Covalciuc (MDA) |

| 12. december 2018 18:00 | Sverige   | 39–30   | Rusland     | Hall XXL, Nantes Tilskuere: 3,848 Dommere: Horváth, Márton (HUN) |
| 12. december 2018 18:00 | Hagman 17 | (18–17) | Samokhina 6 | Hall XXL, Nantes Tilskuere: 3,848 Dommere: Horváth, Márton (HUN) |
| 12. december 2018 18:00 | 2× 1×     | Rapport | 3×          | Hall XXL, Nantes Tilskuere: 3,848 Dommere: Horváth, Márton (HUN) |

| 12. december 2018 21:00 | Serbien                              | 28–38   | Frankrig    | Hall XXL, Nantes Tilskuere: 7,046 Dommere: García, Marín (ESP) |
| 12. december 2018 21:00 | Kovačević, Krpež Slezak, Pop-Lazić 5 | (14–18) | Nze Minko 9 | Hall XXL, Nantes Tilskuere: 7,046 Dommere: García, Marín (ESP) |
| 12. december 2018 21:00 | 2× 1×                                | Rapport | 2× 1×       | Hall XXL, Nantes Tilskuere: 7,046 Dommere: García, Marín (ESP) |

### Gruppe 2
| Pos | Hold     | K | V | U | T | M+  | M-  | MF  | P | Kvalifikation   |
| --- | -------- | - | - | - | - | --- | --- | --- | - | --------------- |
| 1   | Holland  | 5 | 4 | 0 | 1 | 128 | 126 | +2  | 8 | Semifinaler     |
| 2   | Rumænien | 5 | 3 | 0 | 2 | 140 | 132 | +8  | 6 | Semifinaler     |
| 3   | Norge    | 5 | 3 | 0 | 2 | 155 | 131 | +24 | 6 | Femteplads kamp |
| 4   | Ungarn   | 5 | 3 | 0 | 2 | 139 | 146 | −7  | 6 | Elimineret      |
| 5   | Tyskland | 5 | 2 | 0 | 3 | 132 | 137 | −5  | 4 | Elimineret      |
| 6   | Spanien  | 5 | 0 | 0 | 5 | 127 | 149 | −22 | 0 | Elimineret      |

1. 1 2 3  Rumænien 2 Pts, +6 GD; Norge 2 Pts, +5 GD; Ungarn 2 Pts, −11 GD

### Kampe
| 7. december 2018 18:00 | Spanien  | 23–29   | Tyskland                   | Palais des Sports Jean Weille, Nancy Tilskuere: 2,217 Dommere: Alpaidze, Berezkina (RUS) |
| 7. december 2018 18:00 | Martín 7 | (9–17)  | Bölk, Geschke, Schmelzer 4 | Palais des Sports Jean Weille, Nancy Tilskuere: 2,217 Dommere: Alpaidze, Berezkina (RUS) |
| 7. december 2018 18:00 | 4× 1×    | Rapport | 3× 2×                      | Palais des Sports Jean Weille, Nancy Tilskuere: 2,217 Dommere: Alpaidze, Berezkina (RUS) |

| 7. december 2018 21:00 | Ungarn | 25–38   | Norge  | Palais des Sports Jean Weille, Nancy Tilskuere: 2,180 Dommere: Christiansen, Hansen (DEN) |
| 7. december 2018 21:00 | Tóth 6 | (12–19) | Løke 7 | Palais des Sports Jean Weille, Nancy Tilskuere: 2,180 Dommere: Christiansen, Hansen (DEN) |
| 7. december 2018 21:00 | 4× 1×  | Rapport | 5× 1×  | Palais des Sports Jean Weille, Nancy Tilskuere: 2,180 Dommere: Christiansen, Hansen (DEN) |

| 9. december 2018 15:00 | Ungarn   | 26–25   | Tyskland | Palais des Sports Jean Weille, Nancy Tilskuere: 2,926 Dommere: Mošorinski, Pandžić (SRB) |
| 9. december 2018 15:00 | Lukács 7 | (12–10) | Stolle 9 | Palais des Sports Jean Weille, Nancy Tilskuere: 2,926 Dommere: Mošorinski, Pandžić (SRB) |
| 9. december 2018 15:00 | 2×       | Rapport | 1× 2×    | Palais des Sports Jean Weille, Nancy Tilskuere: 2,926 Dommere: Mošorinski, Pandžić (SRB) |

| 9. december 2018 18:00 | Holland         | 29–24   | Rumænien   | Palais des Sports Jean Weille, Nancy Tilskuere: 3,016 Dommere: Bonaventura, Bonaventura (FRA) |
| 9. december 2018 18:00 | Abbingh, Bont 6 | (11–10) | Buceschi 8 | Palais des Sports Jean Weille, Nancy Tilskuere: 3,016 Dommere: Bonaventura, Bonaventura (FRA) |
| 9. december 2018 18:00 | 2× 1×           | Rapport | 2× 3×      | Palais des Sports Jean Weille, Nancy Tilskuere: 3,016 Dommere: Bonaventura, Bonaventura (FRA) |

| 11. december 2018 18:00 | Spanien    | 25–27   | Rumænien | Palais des Sports Jean Weille, Nancy Tilskuere: 2,359 Dommere: Vranes, Wenninger (AUT) |
| 11. december 2018 18:00 | González 6 | (12–10) | Neagu 7  | Palais des Sports Jean Weille, Nancy Tilskuere: 2,359 Dommere: Vranes, Wenninger (AUT) |
| 11. december 2018 18:00 | 3× 1×      | Rapport | 3× 1×    | Palais des Sports Jean Weille, Nancy Tilskuere: 2,359 Dommere: Vranes, Wenninger (AUT) |

| 11. december 2018 21:00 | Holland  | 16–29   | Norge      | Palais des Sports Jean Weille, Nancy Tilskuere: 1,803 Dommere: Mošorinski, Pandžić (SRB) |
| 11. december 2018 21:00 | Polman 4 | (7–15)  | Jacobsen 5 | Palais des Sports Jean Weille, Nancy Tilskuere: 1,803 Dommere: Mošorinski, Pandžić (SRB) |
| 11. december 2018 21:00 | 1×       | Rapport | 3× 1×      | Palais des Sports Jean Weille, Nancy Tilskuere: 1,803 Dommere: Mošorinski, Pandžić (SRB) |

| 12. december 2018 15:45 | Spanien | 26–33   | Norge     | Palais des Sports Jean Weille, Nancy Tilskuere: 1,791 Dommere: Bonaventura, Bonaventura (FRA) |
| 12. december 2018 15:45 | López 5 | (17–18) | Oftedal 8 | Palais des Sports Jean Weille, Nancy Tilskuere: 1,791 Dommere: Bonaventura, Bonaventura (FRA) |
| 12. december 2018 15:45 | 5× 1×   | Rapport | 1×        | Palais des Sports Jean Weille, Nancy Tilskuere: 1,791 Dommere: Bonaventura, Bonaventura (FRA) |

| 12. december 2018 18:00 | Ungarn           | 31–29   | Rumænien | Palais des Sports Jean Weille, Nancy Tilskuere: 1,844 Dommere: Bennani, Bennani (SWE) |
| 12. december 2018 18:00 | Háfra, Schatzl 6 | (17–17) | Neagu 9  | Palais des Sports Jean Weille, Nancy Tilskuere: 1,844 Dommere: Bennani, Bennani (SWE) |
| 12. december 2018 18:00 | 4× 2×            | Rapport | 2× 1×    | Palais des Sports Jean Weille, Nancy Tilskuere: 1,844 Dommere: Bennani, Bennani (SWE) |

| 12. december 2018 21:00 | Holland          | 27–21   | Tyskland  | Palais des Sports Jean Weille, Nancy Tilskuere: 2,104 Dommere: Alpaidze, Berezkina (RUS) |
| 12. december 2018 21:00 | Dulfer, Polman 6 | (13–11) | Geschke 5 | Palais des Sports Jean Weille, Nancy Tilskuere: 2,104 Dommere: Alpaidze, Berezkina (RUS) |
| 12. december 2018 21:00 | 1×               | Rapport | 1×        | Palais des Sports Jean Weille, Nancy Tilskuere: 2,104 Dommere: Alpaidze, Berezkina (RUS) |

## Slutspil
|  | Semifinaler  | Semifinaler |              |    | Finale | Finale |
|  |              |             |              |    |        |        |
|  | 14. december |             |              |    |        |        |
|  |              |             |              |    |        |        |
|  | Rusland      | 28          |              |    |        |        |
|  | Rusland      | 28          | 16. december |    |        |        |
|  | Rumænien     | 22          |              |    |        |        |
|  | Rumænien     | 22          | Rusland      | 21 |        |        |
|  | 14 December  |             | Rusland      | 21 |        |        |
|  |              | Frankrig    | 24           |    |        |        |
|  | Holland      | Frankrig    | 24           | 21 |        |        |
|  | Holland      |             |              | 21 |        |        |
|  | Frankrig     | 27          |              |    |        |        |
|  | Frankrig     | 27          | Bronzekamp   |    |        |        |
|  |              |             |              |    |        |        |
|  | 16. december |             |              |    |        |        |
|  |              |             |              |    |        |        |
|  | Rumænien     | 20          |              |    |        |        |
|  | Rumænien     | 20          |              |    |        |        |
|  | Holland      | 24          |              |    |        |        |

### Femteplads
| 14. december 2018 14:00 | Sverige      | 29–38   | Norge         | AccorHotels Arena, Paris Tilskuere: 8,639 Dommere: Năstase, Stancu (ROU) |
| 14. december 2018 14:00 | Lagerquist 7 | (14–22) | Kristiansen 6 | AccorHotels Arena, Paris Tilskuere: 8,639 Dommere: Năstase, Stancu (ROU) |
| 14. december 2018 14:00 | 2×           | Report  | 1× 2×         | AccorHotels Arena, Paris Tilskuere: 8,639 Dommere: Năstase, Stancu (ROU) |

### Semifinaler
| 14. december 2018 17:30 | Rusland       | 28–22   | Rumænien         | AccorHotels Arena, Paris Tilskuere: 8,122 Dommere: Horváth, Márton (HUN) |
| 14. december 2018 17:30 | Vyakhireva 13 | (16–15) | Dragut, Pintea 4 | AccorHotels Arena, Paris Tilskuere: 8,122 Dommere: Horváth, Márton (HUN) |
| 14. december 2018 17:30 | 2×            | Report  | 7× 2×            | AccorHotels Arena, Paris Tilskuere: 8,122 Dommere: Horváth, Márton (HUN) |

| 14. december 2018 21:00 | Holland   | 21–27   | Frankrig    | AccorHotels Arena, Paris Tilskuere: 12,463 Dommere: García, Marín (ESP) |
| 14. december 2018 21:00 | Abbingh 7 | (11–12) | Nze Minko 6 | AccorHotels Arena, Paris Tilskuere: 12,463 Dommere: García, Marín (ESP) |
| 14. december 2018 21:00 | 2×        | Report  | 3× 2×       | AccorHotels Arena, Paris Tilskuere: 12,463 Dommere: García, Marín (ESP) |

### Bronzekamp
| 16. december 2018 14:00 | Rumænien        | 20-24  | Holland  | AccorHotels Arena, Paris Tilskuere: 13.145 Dommere: Vranes, Wenninger (AUT) |
| 16. december 2018 14:00 | Ardean-Elisei 6 | (8-15) | Polman 7 | AccorHotels Arena, Paris Tilskuere: 13.145 Dommere: Vranes, Wenninger (AUT) |
| 16. december 2018 14:00 | 2× 1×           | Report | 1×       | AccorHotels Arena, Paris Tilskuere: 13.145 Dommere: Vranes, Wenninger (AUT) |

### Finalekamp
| 16. december 2018 17:30 | Rusland      | 21-24   | Frankrig    | AccorHotels Arena, Paris Tilskuere: 14.000 Dommere: Christiansen, Hansen (DEN) |
| 16. december 2018 17:30 | Vjakhireva 7 | (12-13) | Lacrabère 6 | AccorHotels Arena, Paris Tilskuere: 14.000 Dommere: Christiansen, Hansen (DEN) |
| 16. december 2018 17:30 | 3× 1×        |         | 2× 1×       | AccorHotels Arena, Paris Tilskuere: 14.000 Dommere: Christiansen, Hansen (DEN) |

## Rangering
|  | Kvalificeret til Sommer-OL 2020     |
|  | Kvalificeret til VM i håndbold 2019 |

| Rank | Team       |
| ---- | ---------- |
|      | Frankrig   |
|      | Rusland    |
|      | Holland    |
| 4    | Rumænien   |
| 5    | Norge      |
| 6    | Sverige    |
| 7    | Ungarn     |
| 8    | Danmark    |
| 9    | Montenegro |
| 10   | Tyskland   |
| 11   | Serbien    |
| 12   | Spanien    |
| 13   | Slovenien  |
| 14   | Polen      |
| 15   | Tjekkiet   |
| 16   | Kroatien   |

| Position        | Spiller                    |
| --------------- | -------------------------- |
| Målvogter       | Amandine Leynaud (FRA)     |
| Højre fløj      | Carmen Martín (ESP)        |
| Højre back      | Alicia Stolle (GER)        |
| Playmaker       | Stine Bredal Oftedal (NOR) |
| Venstre back    | Noémi Háfra (HUN)          |
| Venstre wing    | Majda Mehmedović (MNE)     |
| Stregspiller    | Crina Pintea (ROU)         |
| Forsvarsspiller | Kelly Dulfer (NED)         |
| MVP             | Anna Vyakhireva (RUS)      |

| Rank | Spiller               | Hold       | Mål | Skud | %  |
| ---- | --------------------- | ---------- | --- | ---- | -- |
| 1    | Katarina Krpež Slezak | Serbien    | 50  | 70   | 71 |
| 2    | Eliza Buceschi        | Rumænien   | 45  | 67   | 67 |
| 3    | Cristina Neagu        | Rumænien   | 44  | 82   | 54 |
| 4    | Anna Vyakhireva       | Rusland    | 43  | 66   | 65 |
| 5    | Estelle Nze Minko     | Frankrig   | 38  | 46   | 83 |
| 6    | Estavana Polman       | Holland    | 36  | 73   | 49 |
| 7    | Nathalie Hagman       | Sverige    | 35  | 50   | 70 |
| 7    | Jovanka Radičević     | Montenegro | 35  | 51   | 69 |
| 9    | Đurđina Jauković      | Montenegro | 34  | 61   | 56 |
| 10   | Stine Bredal Oftedal  | Norge      | 33  | 55   | 60 |
| 10   | Crina Pintea          | Rumænien   | 33  | 52   | 63 |

| Rank | Spiller          | Hold      | %  | Redninger | Skud |
| ---- | ---------------- | --------- | -- | --------- | ---- |
| 1    | Silje Solberg    | Norge     | 40 | 45        | 112  |
| 2    | Laura Glauser    | Frankrig  | 36 | 41        | 114  |
| 2    | Amandine Leynaud | Frankrig  | 36 | 60        | 165  |
| 2    | Katrine Lunde    | Norge     | 36 | 57        | 160  |
| 5    | Maja Vojnović    | Slovenien | 35 | 9         | 26   |
| 6    | Blanka Bíró      | Ungarn    | 33 | 45        | 136  |
| 6    | Filippa Idéhn    | Sverige   | 33 | 61        | 184  |
| 6    | Tess Wester      | Holland   | 33 | 78        | 238  |
| 9    | Julija Dumanska  | Rumænien  | 32 | 48        | 148  |
| 9    | Anna Sedojkina   | Rusland   | 32 | 68        | 212  |
| 9    | Sandra Toft      | Danmark   | 32 | 46        | 145  |